# Paul Demeny
Paul Demeny, né à Douai le 8 février 1844 et mort à Arcueil le 30 novembre 1918, est un poète français, proche d'Arthur Rimbaud et de Victor Hugo.

## Biographie
Après s’être établi à Paris, il devient codirecteur de la maison d'édition parisienne « La Librairie artistique », dans laquelle il publie en 1870 son premier recueil de vers intitulé Les Glaneuses.
En 1878, il est le cofondateur de la revue littéraire La Jeune France. Il publie au cours de sa carrière plusieurs poèmes ainsi que des adaptations en vers pour le théâtre.
De 1884 à 1885, il rédige la critique dramatique de La Ligue de Louis Andrieux.
Si l'histoire de la littérature a retenu son nom, c’est surtout pour Cahier de Douai, qui lui fut remis, ainsi que pour la célèbre « Lettre du Voyant » que lui adressa Arthur Rimbaud. 
Paul Demeny est aujourd'hui méconnu du public en tant que poète.
En 1888 Auguste Dorchain écrit de lui : « Ses poésies se recommandent par la délicatesse et l'élévation des sentiments; on y rencontre un certain mysticisme, une inspiration romantique et une note patriotique très accentuée. »
Paul Demeny était le frère du photographe Georges Demenÿ.

## Œuvres
- Les Glaneuses, poésies, 1870[2]
- La Flèche de Diane, comédie en un acte, en vers, 1870
- La Sœur du fédéré, poème, 1871
- Lied de la cloche, traduit de Schiller, 1872[3]
- Les Visions, 1873
- La Robe de soie, poème, 1877 [4]
- L'Autriche-Hongrie et l'Exposition de 1878, avec Clovis Lamarre et Henry Wiener, 1878
- La Mort d'Ivan le Terrible, drame en cinq actes et dix tableaux, traduit de Tolstoï par Céleste Courrière, mis en vers et adapté à la scène française par Paul Demeny et Georges Izambard, Paris, théâtre de la Gaîté, 12 janvier 1879
- L'Âme de Racine, scène dramatique en vers, jouée à l'occasion du 253e anniversaire de la naissance de Racine, Paris, Comédie-Française, 21 décembre 1892
- Aux morts, sonnets sur le monument de Bartholomé érigé au Père-Lachaise, 1899